# Korporation
Korporation (av latin: corporatio, avlett ur corporare, ’göra kropp av’, av corpus, ’kropp’) är en benämning på en sammanslutning som erkänns som juridisk person, till exempel ett företag, en organisation, eller en förening. En associationsform i Sverige är offentligrättslig korporation. 
En korporation skiljer sig från andra sammanslutningar av människor, genom att dess existens fortfar att finnas även om människorna som utgör dess kollektiv träder ur. För att en förening skall betraktas som korporation krävs att den har stadgar. Särskilt i äldre tider betraktades skrån, gillen och andra yrkesgrupper som korporationer, varifrån begreppet korporativismen kommer.